# Cristo de las Noas
Il Cristo de las Noas è una colossale statua di Cristo posta sulla sommità di una collina detta "Cerro de las Noas", nei pressi della città di Torreón, nello stato di Coahuila in Messico. È stata creata dallo scultore Vladimir Alvarado, che ha voluto questa statua come protezione della città.
La statua misura 21,8 metri di altezza ed è costruita in cemento armato; pesa circa 580 tonnellate ed è il simbolo non solo di Torreón, ma di tutta la regione della Comarca Lagunera. Il progetto fu concepito nel 1973 dal sacerdote cattolico José Rodríguez Tenorio. 
È la terza più grande statua di Cristo in America Latina, essendo preceduta solo dal Cristo Redentore di Rio de Janeiro in Brasile e dal Cristo de la Concordia a Cochabamba, in Bolivia. 

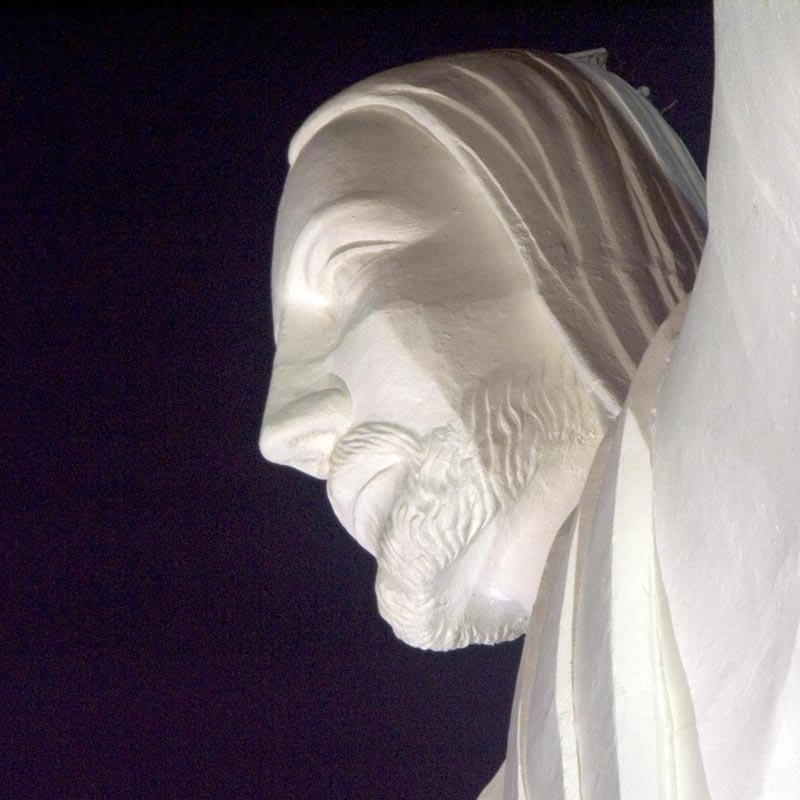
Dettaglio del capo

Il nome deriva dal Cerro de las Noas, una collina così chiamata per via di un cactus che cresce su di essa. 
A fianco del santuario del Cristo de las Noas è stata creata un'area dedicata al turismo religioso, con repliche della Terra santa e un ristorante panoramico.

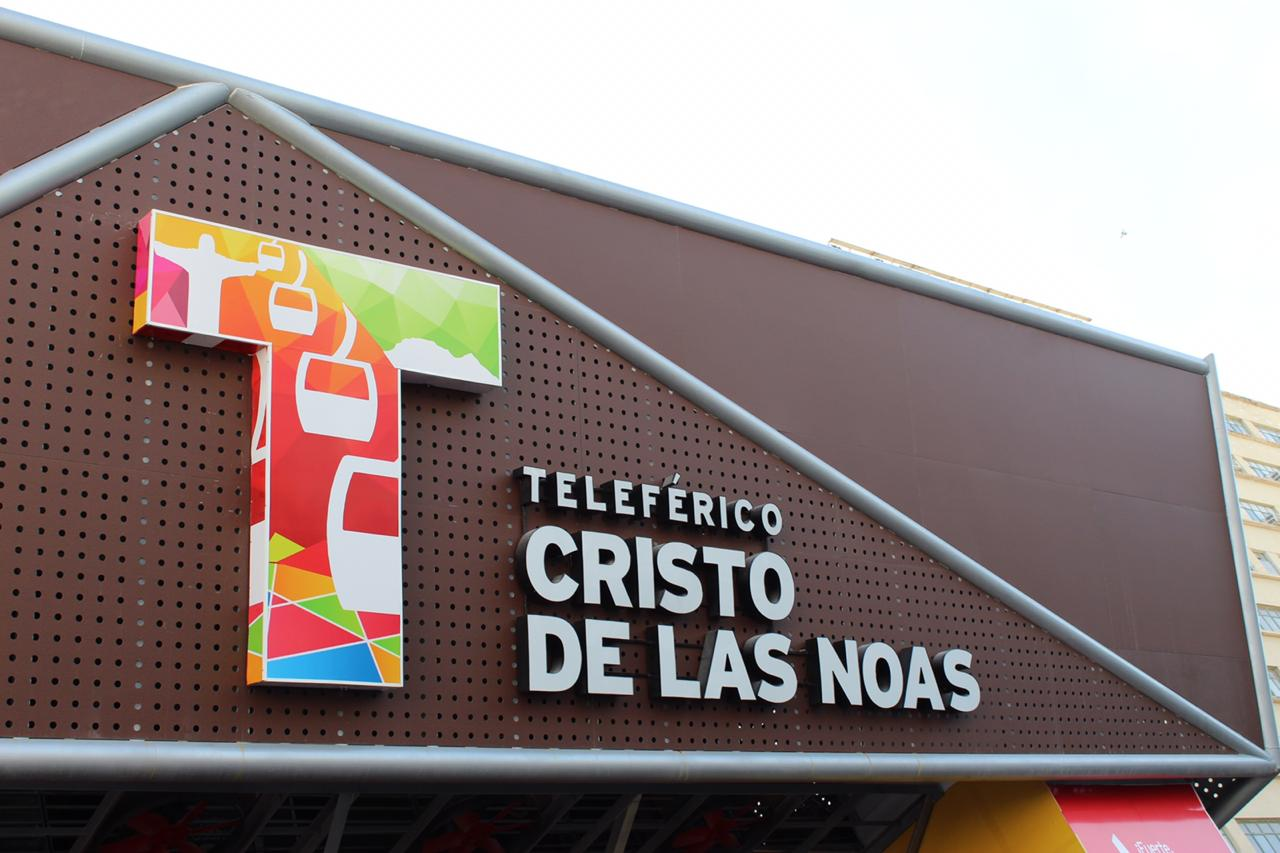
Ingresso del Teleférico Cristo de las Noas

Nel 2017 è stato inaugurato il "Teleférico Torreón-Cristo de las Noas", che collega il centro città con il Cerro de las Noas. Alla cerimonia di apertura, il governatore di Coahuila, in carica  in quel periodo, Miguel Riquelme, ha annunciato che sulla cima del Cerro de las Noas verrà costruito un parco ecologico, popolato dalla flora locale, in particolare dalla "Noa", un tipo di agave che dà il nome alla collina su cui sorge il complesso. Secondo quanto annunciato, saranno presenti anche terrazze, locali commerciali e ristoranti. L'ingresso al sito costa 30 pesos messicani a persona.

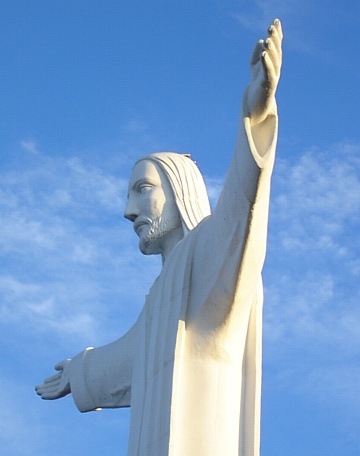
Altra vista del Cristo de las Noas